# جامعة توليدو كلية الطب

جامعة توليدو كلية الطب (بالإنجليزية: University of Toledo College of Medicine)‏ هي إحدى الكليات لتدريس الطب في الولايات المتحدة الأمريكية. تقع في مدينة توليدو في ولاية أوهايو الأمريكية. نوع الشهادة الطبية التي يتم تحصيلها هناك هي دكتور في الطب.